# Orthopyxis asymmetrica
Orthopyxis asymmetrica är en nässeldjursart som beskrevs av Eberhard Stechow 1919. Orthopyxis asymmetrica ingår i släktet Orthopyxis och familjen Campanulariidae. Inga underarter finns listade i Catalogue of Life.